# Bröllopsfesten
Bröllopsfesten (The Wedding Banquet, kinesiska: 喜宴, pinyin: Xǐyàn, Wade-Giles: Hsi3-yen4) är en film av Ang Lee från 1993. Den var nominerad till en Oscar för bästa utländska film vid Oscarsgalan 1994.
År 2023 valdes filmen ut för att bevaras i National Film Registry av USA:s kongressbibliotek då den anses vara ”kulturellt, historiskt eller estetiskt betydelsefull”.

## Handling
Gao Wai-Tung har invandrat till USA från Taiwan och blivit amerikansk medborgare. Han lever lyckligt med sin partner Simon, men har inte vågat berätta för sina föräldrar i Taiwan att han är homosexuell. Eftersom han är enda barnet, så vill hans föräldrar gärna att han ska gifta sig och ge dem en sonson. De skriver ständigt och erbjuder sig att hitta en fru till honom.
Gao äger en del nedslitna hyreshus. En hyresgäst är konstnären Weiwei från Fastlandskina. När hon förlorar sitt jobb på en restaurang kan hon inte längre betala hyran. Eftersom hon inte har något arbets- och uppehållstillstånd (green card) riskerar hon att utvisas från USA. Då kommer Simon med idén att Wai-Tung och Weiwei ska ingå ett skenäktenskap. Då kan Weiwei få sitt tillstånd och Wai-Tungs föräldrar blir glada.
Men så ringer Wai-Tungs föräldrar. De kommer till New York för att vara med om bröllopet. Och de vill ha ett stort kinesiskt bröllop.

## Rollista (urval)
- Gao Wai-Tung = Winston Chao
- Weiwei = May Chin
- Simon = Mitchell Lichtenstein
- Fru Gao, Wai-Tungs mor = Ah Lei Gua
- Herr Gao, Wai-Tungs far = Sihung Lung

## Citat
- Fredsdomaren: "... for better, for worse, for richer, for poorer...”
- Wei-Wei: Better and richer, no poorer
- Fredsdomaren: "... in sickness and in health, till death do us part"
- Wei-Wei: Till sickness and death